# Chadderton
Chadderton város az Oldham Nagyvárosi Kerületen belül, Greater Manchesterben, Angliában. A gyapotfeldolgozás révén vált ismertté.
Történelmileg Lancashire része.

## Fordítás
Ez a szócikk részben vagy egészben  a   Chadderton című angol Wikipédia-szócikk ezen változatának fordításán alapul.  Az eredeti cikk szerkesztőit annak laptörténete sorolja fel. Ez a jelzés csupán a megfogalmazás eredetét és a szerzői jogokat jelzi, nem szolgál a cikkben szereplő információk forrásmegjelöléseként.